# Vladimir Bigorra
Vladimir David Bigorra López (ur. 9 sierpnia 1954) – chilijski piłkarz grający podczas kariery na pozycji obrońcy.

## Kariera klubowa
Karierę piłkarską Vladimir Bigorra rozpoczął w klubie Universidad de Chile. W 1972 roku zadebiutował w jego barwach w chilijskiej Primera División. Z Universidad de Chile zdobył Puchar Chile w 1979. W 1982 przeszedł do Universidad Católica.
W 1983 przeszedł do drugoligowego CD Cobresal, w którym występował do zakończenia kariery w 1990. 
Z Cobresal awansował do chilijskiej ekstraklasy w 1983, a w 1987 zdobył z nim Puchar Chile.

## Kariera reprezentacyjna
W reprezentacji Chile Bigorra zadebiutował 26 kwietnia 1974 w zremisowanym 0-0 towarzyskim spotkaniu z Haiti. 
W 1982 roku został powołany przez selekcjonera Luisa Santibáñeza do kadry na Mistrzostwa Świata w Hiszpanii. Na Mundialu Bigorra wystąpił we wszystkich trzech meczach z Austrią, RFN i Algierią. 
Ostatni raz w reprezentacji Bigorra wystąpił 9 grudnia 1987 w przegranym 1-2 towarzyskim meczu z Brazylią. Od 1974 do 1987 roku rozegrał w kadrze narodowej 21 spotkań, w których zdobył bramkę.

## Kariera trenerska
Po zakończeniu kariery piłkarskiej Bigorra został trenerem. W latach trenował juniorskie reprezentacje Chile. Prowadził też klub Deportes Puerto Montt.